# Trò chơi thập niên 1900
Trang này liệt kê các board game, trò chơi thẻ bài xuất bản vào thập niên 1900.

## Trò chơi phát hành hoặc phát minh thập niên 1900
- Flinch (1901)
- Monopoly (1904)
- Rook (1906)
- Touring (1906)